# Cucurbita maxima
Cucurbita maxima Duchesne, 1786 è una pianta erbacea annuale della famiglia delle Cucurbitaceae, detta comunemente zucca, zucca gialla o zucca dolce.

## Storia
La zucca è originaria dell'America Latina, dove già nel 1200 a.C. era molto conosciuta e ampiamente coltivata. Fu introdotta in America settentrionale dagli europei, e in queste zone si differenziò sia per la forma sia per le utilizzazioni. In Europa è stata introdotta durante il XVI secolo.

## Descrizione

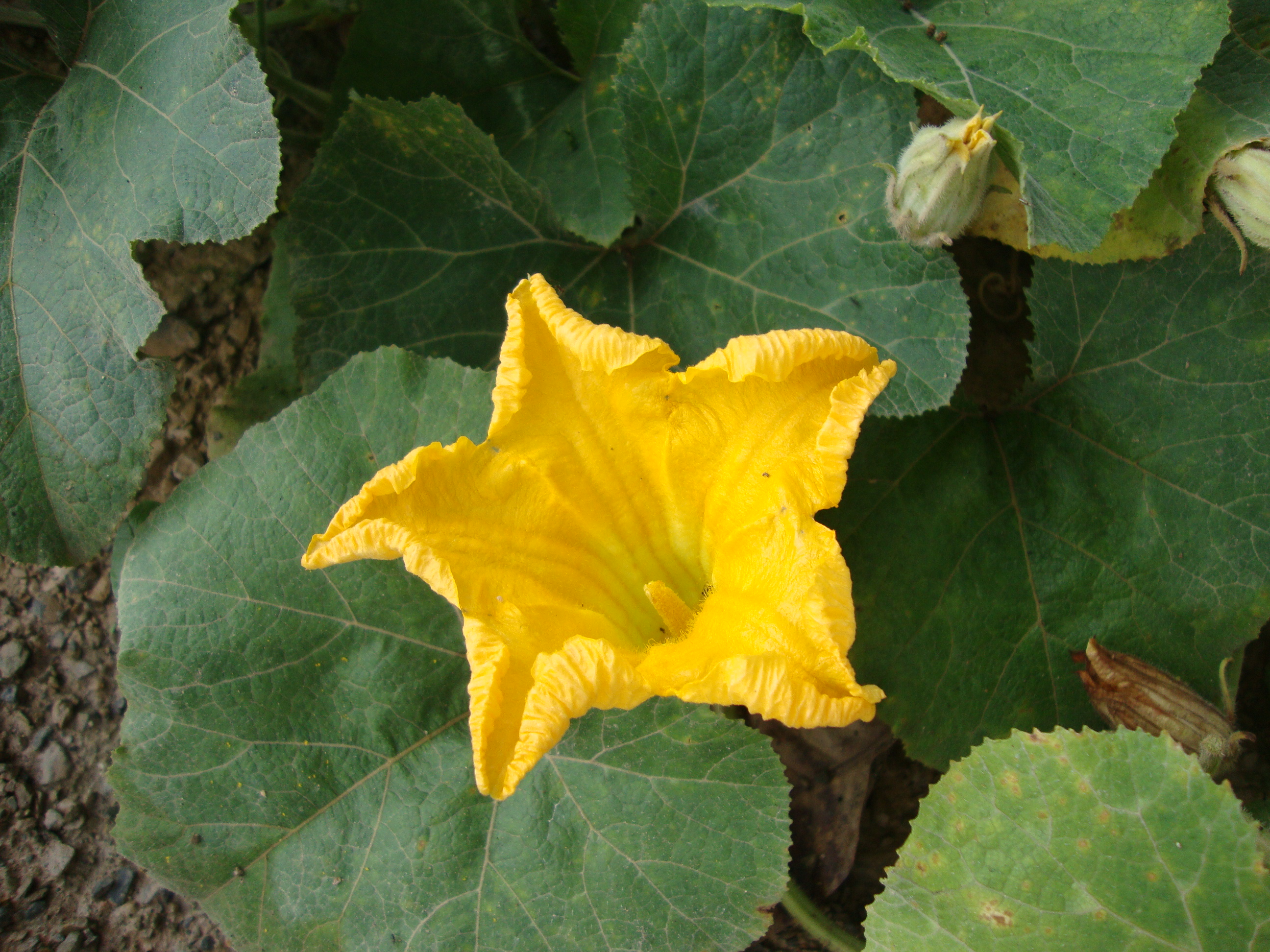
Fiore di C. maxima

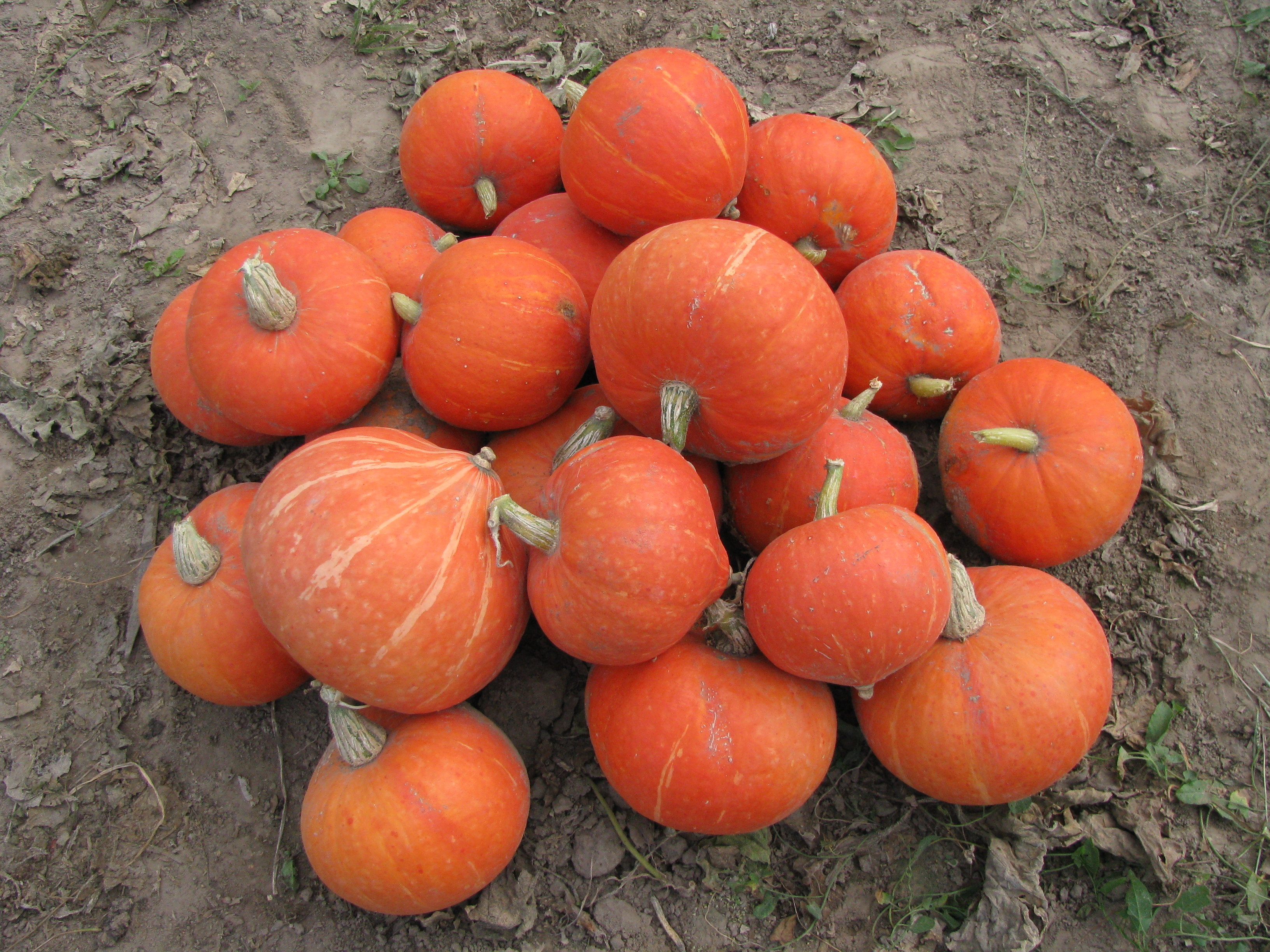
Frutti di C. maxima

La zucca è una pianta erbacea annuale con lunghi fusti rampicanti. Alcune cultivar crescono cespugliose. L'asse del germoglio è rotondo e morbido. Le foglie sono disposte alternativamente e sono divise in piccioli e lamine fogliari. La lamina fogliare è pressoché circolare, non nettamente lobata.
I fiori unisessuali di colore giallo sono radialmente simmetrici e hanno 5 petali. I lobi della corolla sono rivolti verso l'esterno.
Il gambo del frutto è corto, spugnoso, quasi cilindrico. I frutti sono bacche, di forma molto variabile e possono pesare diverse centinaia di chilogrammi. I colori dei frutti, rotondi o ovali, sono arancio, verde o grigio, e la loro superficie è liscia o costolata. I semi sono generalmente grandi, spessi, bianchi o marroni, ondulati o lisci.
La zucca si distingue dalle altre specie di zucca coltivate per le seguenti caratteristiche: Il gambo del frutto è morbido, rotondo, spesso sugheroso e non si allarga alla base del frutto. Le foglie non sono lobate e sono morbide. I semi sono di colore da bianco a marrone, spessi. La superficie del seme è talvolta rugosa.

## Distribuzione e habitat
L'areale nativo della zucca si estende dalla Bolivia al nord dell'Argentina. Cresce principalmente nel bioma subtropicale.

## Varietà
Le cultivar di zucca sono numerose: il catalogo comune dell'Unione Europea riconosce oltre 140 varietà registrate di Cucurbita maxima.

## Coltivazione
La maggior parte delle cultivar di zucca sono relativamente insensibili alla durata del giorno, e quindi la pianta può essere coltivata dalla zona temperata ai tropici, purché ci sia una stagione calda di crescita di almeno 150 giorni. Può essere coltivata ad altitudini fino a 2.000 metri nei tropici. Cresce meglio in aree in cui le temperature diurne annuali sono comprese tra 20 e 30 °C, ma può tollerare 9-38 °C.
Richiede un terreno ricco, ben drenato e che trattenga l'umidità e una posizione riparata al sole o in ombra leggera e i frutti possono essere raccolti 80-140 giorni dopo la semina o il trapianto.
Le rese variano a seconda della varietà coltivata, ma con una buona cura, una resa di 15 t/ha è ragionevole e con cultivar migliorate è possibile una resa di 30 t/ha.
È una coltura da pieno campo, piuttosto esigente per quanto riguarda lo spazio occupato e il fabbisogno di elementi nutritivi. Esistono anche varietà rampicanti che hanno ingombri minori. La semina si effettua tra aprile e maggio. Prima di seminare o trapiantare piantine di zucca è bene lavorare il terreno ed effettuare una ricca concimazione di fondo. I lavori che si effettuano durante la coltivazione sono la sarchiatura, la cimatura e l'irrigazione estiva. Può valer la pena durante il ciclo colturale una seconda concimazione, oltre a quella iniziale.
La raccolta viene effettuata in autunno e le zucche si conservano a lungo durante l'inverno, è importante saper riconoscere le zucche mature (per farlo si può guardare il picciolo seccare). Le zucche vanno raccolte mature, a differenza delle zucchine, in cui il frutto si consuma acerbo.

## Avversità
Le malattie da funghi che colpiscono più frequentemente questa specie sono l'oidio (causato da Erysiphe cichoracearum e dal Sphaerotheca fuliginea), la peronospora (causata da Pseudoperonospora cubensis), la muffa grigia (causata da Botrytis cinerea), il nerume (causato da Alternaria alternata). Tra gli insetti, il parassita più importante è un afide, l'Aphis gossypii.

## Usi
Il frutto viene utilizzato per l'alimentazione ed ha sapore gradevole quando cotta al forno, simile a quello di una patata dolce.
La polpa può essere essiccata, macinata in polvere e utilizzata assieme ai cereali per fare pane, torte.
I semi, ricchi di olio, possono essere consumati crudi o cotti ma sono difficili da utilizzare in cucina perché il seme è piccolo e ricoperto da una guaina fibrosa. Il seme può anche essere macinato in polvere e utilizzato con i cereali per produrre prodotti da forno.
I fiori giovani possono essere consumati crudi o cotti, spesso vengono immersi nella pastella e fritti.